# Liste von Hagel- und Brandprozessionen
Aufgelistet sind Orte, an denen Hagelprozessionen oder Brandprozessionen stattfinden oder stattfanden. An einzelnen Orten wird heute statt einer Prozession eine heilige Messe im Freien gefeiert.

## Hagelprozessionen
In Bayern heißen die Hagelprozessionen auch Schauerprozession.
In dieser Liste sind die örtlich „Große Prozession“ genannten Umgänge mit aufgeführt. Im Zuge der Katholischen Aufklärung gegen Ende des 18. Jahrhunderts wurde vielerorts die Zahl von Wallfahrten und Prozessionen eingeschränkt. Im Bistum Münster etwa begrenzte der Bischof um 1830 die Zahl der Prozessionen in den Gemeinden auf jährlich eine, nur ausnahmsweise zwei. Neben der Fronleichnamsprozession konnte eine weitere „zur Abwendung des Brandes, Hagelschlags, Mißwachses usw“. stattfinden, und zwar am dritten Sonntag nach Dreifaltigkeit. Es wird daher unterstellt, dass die „Großen Prozessionen“ vielerorts in der Tradition der Hagelprozessionen stehen.

### Baden-Württemberg
| Ort                  | Pfarrei/Diözese              | Termin | Art und Weg | Besonderheiten, Datierung, Beleg                                                                                                 |
| -------------------- | ---------------------------- | --- | --- | --- |
| Eggingen (Ulm)       | Diözese Rottenburg-Stuttgart | | Hagelprozession Ziel: Bildstöckle am Hochsträß | bestehend Ursprung: Gelöbnis |
| Ehingen (Donau)      | Diözese Rottenburg-Stuttgart | fand am 9. Mai 2010 statt                                                                                       | Hagelprozession von Granheim zum Wallfahrtsort der Schmerzhaften Mutter in Dächingen | [ 4 ] |
| Ingoldingen          | Diözese Rottenburg-Stuttgart | Dienstag/Mittwoch/Donnerstag in der Woche nach Fronleichnam? a) 28. Juni 2011 b) 29. Juni 2011 c) 30. Juni 2011 | drei Hagelprozessionen, jeweils um 19.00 Uhr: a) nach der Heiligen Messe von Winterstettendorf ins Stockland b) von Ingoldingen und von Grodt nach Muttensweiler, dort Hl. Messe, anschl. Einkehr c) von Winterstettenstadt zur 14-Nothelfer-Kapelle, dort Hl. Messe | bestehend |
| Menningen            | Diözese Rottenburg-Stuttgart | 10. Juli 2011                                                                                                   | Hagelprozession Ziel: das 1907 errichtete Hagelkreuz in der Hofstatt am Engelswieser Weg, anschl. Heilige Messe bei der Vierzehn-Nothelfer-Kapelle | Ursprung 1868 und ab 1907 aufgrund eines Gelübdes der Gemeinde nach einem Unwetter beim Kirchenpatroziniumsfest am 24. Juni 1906 |
| Rittersbach (Elztal) | Erzdiözese Freiburg          | Hagelfeiertag am 15. Juni (Fest des heiligen Veit)                                                              | | [ 10 ] |

### Bayern
| Ort                              | Pfarrei/Diözese   | Termin                                             | Art und Weg                                       | Besonderheiten, Datierung, Beleg                     |
| -------------------------------- | ----------------- | -------------------------------------------------- | ------------------------------------------------- | ---------------------------------------------------- |
| an verschiedenen Orten in Bayern |                   | Freitag nach Christi Himmelfahrt: „Schauerfreitag“ | „Schauerprozessionen“                             | Schauerprozession teilweise auch an anderen Terminen |
| Bug (Bamberg)                    | Erzbistum Bamberg | im Juni                                            | Hagelfeier (auch Hagelprozession genannt)         | geht auf ein Unwetter in 1815 zurück; bestehend      |
| Dingolshausen-Bischwind          | Bistum Würzburg   | Donnerstag nach Fronleichnam                       | „Gelobte Hagel-Prozession“ zur Maria-Hilf-Kapelle | bestehend                                            |
| Obernried (Pfarrei Waldthurn)    | Bistum Regensburg | 2. Juli 2012                                       | Schauerprozession zum Fahrenberg                  | [ 13 ]                                               |
| Wickendorf                       | Erzbistum Bamberg | Freitag nach Christi Himmelfahrt                   | Hagelprozession nach Teuschnitz                   | bestehend                                            |

### Niedersachsen
| Ort                     | Pfarrei/Diözese   | Termin                           | Art und Weg                             | Besonderheiten, Datierung, Beleg |
| ----------------------- | ----------------- | -------------------------------- | --------------------------------------- | -------------------------------- |
| Ottbergen (Schellerten) | Bistum Hildesheim | Samstag nach Christi Himmelfahrt | Bittmesse, anschließend Hagelprozession | bestehend                        |

### Nordrhein-Westfalen
| Ort                                              | Pfarrei/Diözese | Termin | Art und Weg | Besonderheiten, Datierung, Beleg |
| ------------------------------------------------ | --------------- | --- | --- | --- |
| Ahaus                                            | Bistum Münster  | 10 Tage nach Fronleichnam | Ammelner Prozession | Open-Air-Messe an der Ammelner Kapelle (statt Prozession) |
| Ahle-Kapelle (Heek)                              | Bistum Münster  | 10 Tage nach Fronleichnam | Feldprozession | bestehend |
| Alstätte                                         | Bistum Münster  | 10 Tage nach Fronleichnam | Flurprozession | |
| Appelhülsen (Nottuln)                            | Bistum Münster  | 2016: Sonntag, 5. Juni (10 Tage nach Fronleichnam) | Brandprozession | Am 8. Mai 1716 ereignete sich in Appelhülsen der zweite von drei Großbränden, beim dritten am 2. Juni 1814 brannte das ganze Dorf einschließlich der Pfarrkirche ab. |
| Bevergern                                        | Bistum Münster  | bis zur Zusammenführung mit umliegenden Pfarreien Anfang d. 21. Jhdts. „10 Tage nach Fronleichnam“, jetzt eine Woche später (17 Tage nach Fronleichnam) | Große Prozession/Hagelprozession(?) Prozession findet seit Fusion in ungeraden Jahren statt (gerade Jahre: Weg der alten Fronleichnamsprozession/"Kleine Prozession"(?)); Prozession mit vier Stationen: zwei barocke Kapellen (1.), eine historistische Kapelle mit barockem Bildstock und einer Station im Ort. | 2015 bestehend |
| Billerbeck                                       | Bistum Münster  | 10 Tage nach Fronleichnam | | |
| Brochterbeck (Tecklenburg)                       | Bistum Münster  | gewöhnlich am 3. Sonntag nach Pfingsten | Hagelprozession von Tecklenburg-Brochterbeck nach Dörenthe (Stadt Ibbenbüren) mit den Stationen („Altären“) Lünningmeier, Horstmann und Stermann | 1914 sollte für diese Prozession in Dörenthe ein „Prozessionshäuschen“, eine kleine Kapelle als vierte Segensstation, gebaut werden, woraus der Wunsch nach einer eigenen Kirche entstand, der 1947–1949 realisiert wurde. Bestand bis heute: unklar. |
| Darfeld                                          | Bistum Münster  | 10 Tage nach Fronleichnam | Hagelprozession | 2024 Festhochamt mit sakramentalem Segen am Generationenpark Bahnhof Darfeld |
| Eggerode                                         | Bistum Münster  | eine Woche nach Schützenfest und Fronleichnamsprozession                                                                                                | Hagelprozession vier Stationen, am Kreuz eingangs des Kreuzwegs, an der St. Antoniusstation der Familie Lipphaus, der Station der JuVeVa bei von Schlehdorn und auf dem Vechteparkplatz | 2010 bestehend ab 2019 nicht mehr / Verweis auf nun gemeinsame Hagelfeier in Schöppingen (Pfarreien gehören zusammen) |
| Einen (Warendorf) Ortsteil/Bauerschaft Müssingen | Bistum Münster  | folgender Sonntag von „10 Tage nach Fronleichnam“/Terminüberschneidung Pfarreiengemeinschaft Milte                                                      | Flurprozession | 2016 bestehend |
| Elte                                             | Bistum Münster  | | Hagelprozession über den Ludgerusring mit Stationen an der Kapelle Wältring und an der Ludgerusstatue | |
| Enniger (Ennigerloh)                             | Bistum Münster  | 10 Tage nach Fronleichnam | Rückämperprozession Prozession zur Rückämperkapelle, dort Messe. | 2024 bestehend |
| Ersdorf                                          | Erzbistum Köln  | Sonntag nach Christi Himmelfahrt, dem 28. Mai 1797 | „Hagelfeier“ mit Prozession, mit Statio am Heiligenhäuschen an der Zehntscheune, am Kreuz am Meckenheimer Weg, am Fußfall in Altendorf oberhalb der Burg und am Kreuz auf dem Bahngraben | 1797: mehrere Flurprozessionen mit verschiedenem Weg an den Bitttagen um Christi Himmelfahrt, ferner am Dreifaltigkeitssonntag und an Fronleichnam; Hagelfeiern werden neben 1797 erwähnt auch für 1729, 1750 (ausgefallen), 1756 (ausgefallen) und 9. Mai 1793. Der Pfarrer bekam für das Abhalten der Prozession eine Entlohnung; wenn über deren Höhe keine Einigung erzielt wurde, fiel die Prozession aus. Heute als Hagelfeier nicht mehr bestehend.            |
| Everswinkel                                      | Bistum Münster  | Große Flurprozession | | 2025 kein Hinweis in den Pfarrnachrichten (29.6.25/wäre anders als 2024 gleichzeitig Termin "10 Tage nach Fronleichnam"), 2024 am Sa. 29.6. um 17.00 Uhr Eucharistiefeier … anschl. Feld- und Flurprozession |
| Füchtorf                                         | Bistum Münster  | 10 Tage nach Fronleichnam | „Kleine Prozession“ Zitat (Pfarrnachrichten 5. Juni 2016): "Ursprünglich war diese 2. Prozession eine ganz große und ging durch die Bauerschaften, während die „kleinere“ Fronleichnamsprozession „nur“ rund um das Dorf ging." | |
| Groß-Reken                                       | Bistum Münster  | Oktavtag von Fronleichnam | Hagelfeier | 1808 belegt |
| Harsewinkel                                      | Bistum Münster  | letzter Sonntag im September | Brandprozession | bestehend |
| Hattingen-Niederwenigern                         | Bistum Essen    | Sonntag nach Fronleichnam | Hagelfeierprozession 4 Segensstationen 09:00 Uhr Heilige Messe Mauritiusdom 1. Ehrendenkmal 2. Nasse 3. Nikolaus Groß GS 4. Seniorenzentrum St. Mauritius zurück zum Mauritiusdom Abschluss Sakramentaler Segen. Gesamtdauer ca.2,5 Stunden. Sie ist eine Bittprozession, Sakramentsprozession. An den festlich geschmückten Altären: Ausschnitte aus den Evangelien, Fürbitten, Sakramentaler Segen. | bestehend. Wahrscheinlich seit ca.1650 nach Hagelunwetter. Dokumentiert seit 1911. |
| Heek                                             | Bistum Münster  | Feldprozession | | bestehend |
| Heiden (Münsterland)                             | Bistum Münster  | Donnerstag nach Fronleichnam | Hagelfeier | 1808 belegt |
| Herbern (Ascheberg)                              | Bistum Münster  | 10 Tage nach Fronleichnam | Westerwinkel-Prozession/früher Große Prozession Prozession zum Schloss Westerwinkel, dort Hl. Messe, zurück als Sakramentsprozession zur Kirche St. Benedikt. Der alte Prozessionsweg wurde nach 1960 durch die neu gebaute A1 zerschnitten, seitdem „Westerwinkel-Prozession“ zum gleichnamigen Schloß. | 2024 bestehend |
| Hervest                                          | Bistum Münster  | 2. Sonntag nach Pfingsten | Große Prozession | 1808 belegt |
| Herzfeld (Lippetal)                              | Bistum Münster  | 10 Tage nach Fronleichnam | Brand- und Hagelprozession seit 1833 | 2024 belegt (Messe am Feuerwehrgerätehaus, Prozession zur Kirche) |
| Hiddingsel                                       | Bistum Münster  | 10 Tage nach Fronleichnam | Große Prozession (auch „sog. Pestprozession“) | 2016 bestehend 2018 verlegt auf September |
| Hoetmar (Warendorf)                              | Bistum Münster  | 10 Tage nach Fronleichnam | Hagelprozession | 2024 bestehend |
| Hohenholte (Havixbeck)                           | Bistum Münster  | 10 Tage nach Fronleichnam | Flurprozession | |
| Holtwick (Rosendahl)                             | Bistum Münster  | zweiter Sonntag nach Fronleichnam | Hagelprozession | |
| Horstmar                                         | Bistum Münster  | 10 Tage nach Fronleichnam | statt Fronleichnamsprozession (findet in anderem Gemeindeteil statt) „Große Prozession“ von der Antoniuskapelle aus, dort Messfeier, anschließend Prozession nach Art einer Wegeprozession | bestehend |
| Langenfeld (Rheinland)                           | Erzbistum Köln  | am Tag nach Christi Himmelfahrt, dem sogenannten „Hagelfreitag“                                                                                         | mehrere Prozessionen in den Feldern mit Heiliger Messe und Vesper | nicht mehr bestehend |
| Legden                                           | Bistum Münster  | 10 Tage nach Fronleichnam | Feld- und Hagelprozession | |
| Legden Ortsteil Asbeck                           | Bistum Münster  | 10 Tage nach Fronleichnam | Hagelprozession | bestehend – belegt für 2024 (9.6.) |
| Lembeck                                          | Bistum Münster  | Oktavtag (?) von Fronleichnam 13. Juni 2010 | Hagelfeier oder Große Prozession | |
| Lette (Oelde)                                    | Bistum Münster  | zehn Tage nach Fronleichnam 3. Juli 2011 | Heilige Messe auf dem Hof Baxheinrich, Clarholzer Straße 45, und Prozession in die Pfarrkirche St. Vitus zum Schlusssegen | |
| Lippborg (Lippetal)                              | Bistum Münster  | 10 Tage nach Fronleichnam | Feld- und Brandprozession | 2024 Hochamt, anschl. Gebet in den Anliegen der Feld- und Brandprozession und sakramentaler Segen |
| Lippramsdorf                                     | Bistum Münster  | Oktav (?) von Fronleichnam | Große Prozession | 1662 belegt 1808 belegt |
| Merfeld (Dülmen)                                 | Bistum Münster  | 10 Tage nach Fronleichnam | „Dankprozession“ Prozession mit vier Altären | |
| Metelen                                          | Bistum Münster  | 10 Tage nach Fronleichnam | Feldprozession Auszug der Prozession nach der Frühmesse, vier historische Stationen – seit der Stiftszeit (vor 1811) festgelegt und seitdem nur geringfügig veränderter Weg, abschließendes Festhochamt | 2025 kein Hinweis auf Prozession in den Pfarrnachrichten |
| Milte                                            | Bistum Münster  | 10 Tage nach Fronleichnam | Brand- und Hagelprozession | 2024 Messe Schützenplatz (2024 ausgefallen) |
| Münster Altstadtpfarrei St. Lamberti             | Bistum Münster  | | Brandprozession: 1744 Brand im Lamberti-Viertel von Münster, Prozession vom Rathaus zur Lambertikirche; zu unterscheiden von der Großen Prozession im Juli (Pest- und Brandprozession) | |
| Nienborg                                         | Bistum Münster  | traditionell zehn Tage nach Fronleichnam; davon abweichendes Datum durch fusionsbedingte Terminüberschneidungen                                         | Feld- und Hagelprozession, 7.30 Uhr Auszug aus der Pfarrkirche St. Peter und Paul; Stationen auf der ca. 7 km langen Strecke (2011): die Sebastian-Station, die Station bei Vogelsang, die Station bei Große Voss und am Kalvarienberg; Abschluss mit heiliger Messe in der Pfarrkirche | bestehend |
| Nottuln                                          | Bistum Münster  | | Darup: Brand des Dorfes am 6. Mai 1806; Brandprozession allerdings Anfang September | ab 2016 in Nottuln und den Ortsteilen Schapdetten u. Darup als Prozession aufgegeben, die Thematik wird in den Messfeiern an einem Sonntag Anfang Juni aufgegriffen. |
| Oelde                                            | Bistum Münster  | Erster Sonntag im September | Stadtprozession | 2016 bestehend |
| Opladen                                          | Erzbistum Köln  | a) Dienstag in der „Kreutz Wochen“ (Christi-Himmelfahrts-Woche)                                                                                         | Prozession am „Hagelfeyertag“ mit sakramentalem Segen am „Papstberg“, an der Anna-Kapelle und am Friedenberg | 1684 schriftlich belegt, nicht mehr bestehend |
| Opladen                                          | Erzbistum Köln  | b) am Fest Christi Himmelfahrt | Prozession von Opladen mit Statio am Gut Ophoven, an der Maurinuskapelle und am noch bestehenden Hagelkreuz in Quettingen nach Lützenkirchen | 1749 erwähnt, Anfang des 19. Jahrhunderts eingestellt |
| Ostbevern                                        | Bistum Münster  | heute: am dritten Sonntag nach Pfingsten | Hagelprozession, früher mit vier Segensstationen: (seit spätestens 19. Jhdt.) ausgehend von der Pfarrkirche St. Ambrosius über Brinkjans Krüüs zur Marienkapelle, Annakapelle auf dem Lohkirchhof, über den Lienener Damm zur Statue des heiligen Donatus von Münstereifel und zurück zur Pfarrkirche, seit den 1970er Jahren beginnend auf dem Lienener Damm bzw. (jährlich wechselnd) auf der Bahnhofstraße als Bittprozession, Heilige Messe auf dem Lohkirchhof bei der Annakapelle, weiter als Sakramentsprozession zur Kirche zurück. | bestehend; 1662 „Hagelfeier“ erwähnt: am Tag nach Christi Himmelfahrt, neben einer weiteren sakramentalen Prozession freitags vor dem Fest Johannes des Täufers (möglicherweise als Ersatz für eine Fronleichnamsprozession); 1771 am Sonntag vor Pfingsten, 1831 abgehalten im „allgemeinen Anliegen“, also nicht mehr ausschließlich als Hagelprozession und womöglich mit der früheren Johannes-Prozession (um den 24. Juni) zusammen am 3. Sonntag nach Pfingsten |
| Ottenstein                                       | Bistum Münster  | 10 Tage nach Fronleichnam | Brandprozession | |
| Raesfeld                                         | Bistum Münster  | Donnerstag nach Fronleichnam | Große Prozession | 1808 belegt |
| Raestrup                                         | Bistum Münster  | | Flurprozession | |
| Recklinghausen                                   | Bistum Münster  | Christi Himmelfahrt | Gemeinsame Bittprozession der Flaesheimer und Hamm-Bossendorfer Pfarrangehörigen zur Hagelfeier nach Recklinghausen | 1569; Teilnahme unter Strafandrohung, „daher ohne Frömmigkeit und die Teilnehmer streiften ohne Andacht durch Wald und Feld hinter dem voranschreitenden Trommelschläger her“ |
| Rhade                                            | Bistum Münster  | Pfingstmontag | Große Prozession | 1808 belegt |
| Rhede                                            | Bistum Münster  | | | unbelegt |
| Schöppingen                                      | Bistum Münster  | 10 Tage nach Fronleichnam | Hagelfeierprozession Prozession zur Bergkapelle, dort Messe. | 2024 bestehend |
| Seppenrade                                       | Bistum Münster  | 10 Tage nach Fronleichnam | Brandprozession | 2024 bestehend |
| Sterkrade                                        | Bistum Essen    | Sonntag vor Pfingsten | Sternprozession der Sterkrader Pfarrgemeinden zum Hagelkreuz an der Steinbrinkstraße, dort um 10.30 Uhr Wortgottesdienst, Fortsetzung der Eucharistiefeier auf dem Schulhof | seit 1704, zur Erinnerung an ein Hagelgewitter in dem Jahr |
| Südlohn                                          | Bistum Münster  | 10 Tage nach Fronleichnam | Große Prozession | |
| Velen                                            | Bistum Münster  | Oktavtag von Fronleichnam | Hagelfeier | 1808 belegt |
| Vorhelm                                          | Bistum Münster  | 10 Tage nach Fronleichnam | Brandprozession | bestehend |
| Vreden                                           | Bistum Münster  | 10 Tage nach Fronleichnam | Große Feldprozession | |
| Wadersloh                                        | Bistum Münster  | 10 Tage nach Fronleichnam (27. Juni 2010, 2011 mit der Fronleichnamsprozession verbunden durchgeführt)                                                  | Hagelprozession 2010: nach Liesborn 2011: Heilige Messe auf dem Schulhof des Gymnasiums Johanneum, Prozession zur Kreuzung Am Wall (erster Segensaltar), zweite Station an „Reeke’n Kreuz“, dritter Altar an der Hauptschule und am Kolpinggedenkstein der vierte; Schlusssegen in der Pfarrkirche | nicht mehr in Pfarrnachrichten vermerkt |
| Werne                                            | Bistum Münster  | 10 Tage nach Fronleichnam | Stadtprozession Gelübde aus dem Dreißigjährigen Krieg (Verschonung der Stadt Werne vor Verwüstung durch die Truppen Christians von Braunschweig 1622) | 2016 bestehend |
| Westbevern                                       | Bistum Münster  | | Feld- und Flurprozession | bestehend |
| Wessum                                           | Bistum Münster  | Oktavtag von Fronleichnam | Kleine Hagelfeier | 1808 belegt |
| Wessum                                           | Bistum Münster  | Sonntag nach der Oktav von Petri et Pauli | Große Prozession | 1808 belegt |
| Wessum                                           | Bistum Münster  | 10 Tage nach Fronleichnam | Johannesprozession | |
| Wulfen (Dorsten)                                 | Bistum Münster  | 10 Tage nach Fronleichnam | Feldprozession der Pfarrgemeinde St. Matthäus, Wulfen (Westf.) | Im Buch „800 Jahre Gemeinde Wulfen“ (1973) wird davon gesprochen, dass der Weg der (großen) Hagelprozession 1957 verändert wurde. |

### Rheinland-Pfalz
| Ort                   | Pfarrei/Diözese                      | Termin                                                              | Art und Weg                                                                                 | Besonderheiten, Datierung, Beleg |
| --------------------- | ------------------------------------ | ------------------------------------------------------------------- | ------------------------------------------------------------------------------------------- | -------------------------------- |
| Hillesheim (Eifel)    | Bistum Trier                         | 2. und 3. Johannesfreitag, Vigil von Johannes                       | Hagelfeiern, Ziel: Auel bzw. Walsdorf bzw. „zum Brunnen“                                    | erwähnt 1659, 1830               |
| Niederehe             | Bistum Trier                         | am dritten Johannesfreitag                                          | Ziel: Walsdorf                                                                              | erwähnt 1697, 1719               |
| Glaadt                | Erzbistum Köln, ab 1827 Bistum Trier | am dritten Johannesfreitag                                          | nach Feusdorf                                                                               | im 17. Jhdt.                     |
| Stadtkyll             | Bistum Trier                         | am dritten Johannesfreitag                                          | nach Glaadt                                                                                 | im 17. Jahrhundert               |
| Rockeskyll            | Bistum Trier                         | am 24. Juni 1713                                                    | nach Auel                                                                                   | [ 67 ]                           |
| Beinhausen            | Bistum Trier                         | dritter Johannesfreitag 1720                                        | nach Walsdorf                                                                               | [ 67 ]                           |
| Niederbettingen       | Bistum Trier                         | an den drei Johannesfreitagen                                       | nach Duppach bzw. Auel bzw. Walsdorf                                                        | vor 1748                         |
| Esch (bei Gerolstein) | Bistum Trier                         | an den drei Johannesfreitagen                                       | nach Glaadt bzw. Auel bzw. Walsdorf                                                         | vor 1830                         |
| Kripp                 | Bistum Trier                         | Mittwoch in der vierten Woche nach Ostern (in der preußischen Zeit) | Hagelfeier mit Prozession zum Hagelkreuz (1693 errichtet, auf freiem Feld Richtung Remagen) | [ 68 ]                           |

## Brandprozessionen

### Nordrhein-Westfalen
| Ort         | Pfarrei/Diözese     | Termin                                                              | Art und Weg                                   | Besonderheiten, Datierung, Beleg |
| ----------- | ------------------- | ------------------------------------------------------------------- | --------------------------------------------- | --- |
| Darup       | Bistum Münster      | am ersten Sonntag im September                                      | Brandprozession (keine Hagelprozession)       | Ursprung nach Großbrand des Dorfes am 6. Mai 1806 |
| Harsewinkel | Bistum Münster      | Ende September, 26. September 2004                                  | Brandprozession (keine Hagelprozession)       | zur Erinnerung an einen Großbrand |
| Milte       | Bistum Münster      | um Johannis                                                         | Brand- und Hagelprozession                    | bestehend; für 1841 erwähnt |
| Münster     | Bistum Münster      | Montag vor St. Margareta (13. Juli), seit 1993 Sonntag 4. Juli 2010 | Große Prozession                              | gestiftet im Anschluss an die Pest 1382 und den Stadtbrand 1383; Stationsgottesdienste in den Altstadtkirchen, Sternprozession zur Heiligen Messe auf dem Domplatz oder im Dom |
| Olpe        | Erzbistum Paderborn | erstes Februar-Wochenende (Agatha-Tag am 5. Februar)                | Agatha-Gelöbnis und Brandprozession seit 1665 | bestehend seit 1665 (Gelübde nach Stadtbrand 1634) |
| Wüllen      | Bistum Münster      | Johannis                                                            | Brandprozession                               | 1808 belegt |